# Taterillus harringtoni
Taterillus harringtoni är en däggdjursart som först beskrevs av Thomas 1906.  Taterillus harringtoni ingår i släktet Taterillus och familjen råttdjur. Inga underarter finns listade i Catalogue of Life.
Arten beskrevs efter en individ från Etiopien. Den godkänns inte av IUCN och listas där som synonym till Taterillus emini.